# سام فريمان
سام فريمان (بالإنجليزية: Sam Freeman)‏ هو لاعب كرة قاعدة أمريكي، ولد في 24 يونيو 1987 في هيوستن في الولايات المتحدة.

## وصلات خارجية
- سام فريمان على موقع دوري كرة القاعدة الرئيسي (الإنجليزية)
- سام فريمان على موقعبيزبول رفرنس.كوم (الدوري الرئيسي) (الإنجليزية)
- سام فريمان على موقعبيزبول رفرنس.كوم (الدوري الثانوي) (الإنجليزية)
- سام فريمان على موقع إي إس بي إن.كوم (أم.أل.بي) (الإنجليزية)
- سام فريمان على موقع مشجعي الرسوم البيانية (الإنجليزية)